# Государственный театр оперы и балета Удмуртской Республики
Государственный театр оперы и балета Удмуртской Республики им. Петра Ильича Чайковского находится в Ижевске на Пушкинской улице, примыкая к Центральной площади в Октябрьском районе города.

## История
7 февраля 1931 года был открыт Удмуртский драматический театр, в котором в 1934—1935-х годах работала оперная труппа. Её составили солисты Государственного академического Большого театра и Московского областного оперного театра Г. Ф. Земляков, К. Н. Рушев, А. А. Рыбаков, С. К. Шехов, С. А. Штурбина, С. И. Феофилов и И. И. Якушин. Тогда же работал театральный оркестр из 30 человек, дирижёром которого был композитор Д. С. Васильев-Буглай, и хор из 40 человек. Усилиями балетмейстера Н. А. Горского для работающей молодёжи была создана балетная студия, которая стала основой для балетной труппы Драматического театра.
В течение двух лет оперная труппа поставила такие оперы как «Русалка», «Князь Игорь», «Евгений Онегин», «Царская невеста», «Чио-Чио-Сан», «Фауст», «Севильский цирюльник».
В июне 1935 года в Ижевске начали работать государственный русский драматический театр и государственный удмуртский драматический театр. В декабре 1958 года начал работать музыкально-драматический театр, разделённый в сентябре 1973 года на Удмуртский драматический и Музыкальный театр УАССР, работавшие на одной сценической площадке. В репертуар Музыкального театра УАССР входили классическая оперетта, музыкальная комедия российских и советских авторов, а также постановки композиторов Удмуртии. В дальнейшем коллектив театра расширял репертуар театра, включив в него классические оперные и балетные постановки, а также произведений композиторов Удмуртии. Тогда же началась работа над созданием театра оперы и балета.
В 1959 году в театре состоялась премьера первой удмуртской оперетты «Любушка» Г. М. Корепанова-Камского, в 1961 — премьера первой удмуртской национальной оперы «Наталь» Г. А. Корепанова, на которой присутствовали А. И. Хачатурян и Т. Н. Хренников.
Современное здание театра было построено в ноябре 1984 года, его зрительный зал вмещает 824 зрителя. В 1993 году театр получил статус государственного театра оперы и балета Удмуртской Республики.

## Постановки
Государственный театр оперы и балета Удмуртской Республики является единственным театром академической направленности в Удмуртии. Репертуар театра включает в себя произведения П. И. Чайковского: балеты «Лебединое озеро», «Щелкунчик», «Спящая красавица» и оперы «Евгений Онегин», «Иоланта», «Пиковая дама». Здесь ставят также классические оперы В. Беллини, Ж. Бизе, Д. Верди, Г. Доницетти, Р. Леонкавалло, П. Масканьи, Дж. Пуччини, С. Рахманинова, Дж. Россини. Оперетты представлены как классическими «Летучей мышью», «Королевой чардаша», «Марицей», «Весёлой вдовой», «Прекрасной Галатеей», так и отечественными произведениями «Дамских дел мастер», «Моя жена — лгунья», «Бабий бунт», «Русский секрет», «Проделки Ханумы». Мюзикл «На краю любви», который также ставится на сцене театра, основан на удмуртских народных сказаниях.
Балетная труппа театра выступает также в неклассическом стиле — это балеты «Унесённые ветром», «Ромео и Джульетта — XX век», «Не ревнуй меня к Бродвею», «Vivat, Дягилев!».
Театр неоднократно давал гастроли во многих городах России, в нём часто выступают приглашённые артисты из других театров, солисты театра участвуют в постановках отечественных и зарубежных театров.